# Lancelin
Lancelin è un piccolo paese turistico e di pescatori, a 127 km a nord rispetto a Perth nell'Australia Occidentale. Si trova all'interno della Contea di GIngin alla fine di Wanneroo Road (La strada statale 60) e a pochi chilometri dall'inizio della strada Indian Ocean Drive.